# Pedro Nunes de Cerveira
Pedro Nunes, Pero Nunes ou Pedro Nunes de Cerveira, titulado de "Licenciado", natural de Vila Nova de Cerveira e morador na Rua da Bandeira, em Viana do Castelo, estando habilitado como Familiar do Santo Ofício (1624), advogado na mesma cidade de Viana e mercador.
Tirou o bacharelato a 12 de junho de 1613 em cânones e formatura a 23 de maio de 1614 na Universidade de Coimbra.

## Dados genealógicos
Pais e avós:
- João Nunes, falecido em Vila Nova de Cerveira[7], almotacé, filho de Isabel Pires e de um seu homónimo (Pedro Nunes), "juiz dos órfãos e «algumas vezes» vereador de Vila Nova de Cerveira"[8].
- Maria Dantas ou Maria de Antas, residente de Vila Nova de Cerveira, em 30 de março de 1623[9], filha de Afonso Álvares? e de Inês? Antas[10].

Casou três vezes.
1.ª vez com: 
- Isabel de Sá, natural de Viana do Castelo,[3] falecida na Rua da Bandeira de Viana do Castelo (Santa Maria Maior), em 27 de setembro de 1624[11], filha de Gaspar de Puga Pinto, cavaleiro do Hábito de Cristo[12], alcaide mor de São Sebastião do Rio de Janeiro[13], falecido em Viana do Castelo (Santa Maria Maior), em 31 de janeiro de 1619[14] e de Jerónima de Sá (Sotomaior)[15], falecida Viana do Castelo (Santa Maria Maior), em 17 de maio de 1622[16]. Sem geração.[17]

2.ª vez com: 
- Guiomar de Abreu, falecida em Viana do Castelo (Santa Maria Maior), em 21 de março de 1627[18].

Tiveram:
- Frei Diogo, baptizado em Viana do Castelo (Santa Maria Maior), em 31 de maio de 1626[19], carmelita descalço.[17]

3.ª vez com:
- Suzana Barbosa de Almeida, nascida em Viana do Castelo, moradora primeiro na Rua do Cais e depois na Rua de Santa Ana, viúva de Gonçalo de Mendes Brito de Ponte de Lima (com dois filhos dessa 1.ª relação: Luís Mendes de Brito, falecido jovem, e Gonçalo Mendes de Brito, em 1669 ouvidor em Braga).[2] Ela era filha herdeira de Francisco de Abreu Pereira, o Cacheira, senhor do Paço de Lanheses, e de Ana de Almeida Barbosa,[20] nomeada num vínculo em São Tiago de Carreiras instituído por seu irmão Abade Diogo Barbosa, que recebeu através da herança de seu sobrinho João.[21]

Tiveram:
- Frei Manuel da Natividade, baptizado em Viana do Castelo (Santa Maria Maior), em 1 de janeiro de 1636[22], religioso carmelita descalço.
- Pedro, baptizado em Viana do Castelo (Santa Maria Maior), em 1 de agosto de 1638[23].
- Francisco de Abreu Pereira[24], baptizado em Viana do Castelo (Santa Maria Maior), em 26 de outubro de 1639[25].
- D. Teresa de Jesus, baptizada em Viana do Castelo (Santa Maria Maior), em 13 de junho de 1643[26], freira carmelita em Aveiro
- D. Maria José, igualmente religiosa na mesma instituição.
- D. Antónia do Nascimento, baptizada em Viana do Castelo (Santa Maria Maior), em 19 de junho de 1648[27], freira em São Bento de Viana do Castelo.